# Laurenburg
Laurenburg ist eine Ortsgemeinde im Rhein-Lahn-Kreis in Rheinland-Pfalz. Sie liegt im Tal der Lahn und gehört der Verbandsgemeinde Diez an.

## Geschichte
Die Burg Laurenburg ist 1093 erstmals urkundlich erwähnt. Ihr Erbauer war vermutlich Graf Dudo (* um 1060, † um 1123), der in der Stiftungsurkunde der Abtei Laach als Comes de Lurenburch an fünfter Stelle aufgeführt ist und Stammvater der Grafen von Nassau wurde. Mit seiner Frau Anastasia von Arnstein hatte Dudo die Söhne Arnold und Ruprecht. Dudo erhielt vom Bistum Worms das Gebiet um Nassau zu Lehen, wo er und seine Söhne ab 1124 eine neue Burg bauten, nach der sich ihre Nachkommen ab 1159 Grafen von Nassau nannten. Im Dreißigjährigen Krieg wurde die Burg zerstört und ist seitdem eine Ruine.
Auf der Laurenburg amtierten danach nassauische Burgmannen, die sich weiterhin „von Laurenburg“ nannten. Von ihnen sind unter anderen die „Loener von Laurenburg“ und die „Bucher von Laurenburg“ bekannt. Unterhalb der Burg wurde 1800 das Schloss Laurenburg errichtet. 1795 vorübergehend französisch besetzt, war Laurenburg ab 1806 Teil des Herzogtums Nassau, das 1866 von Preußen annektiert wurde. Seit 1946 ist der Ort Teil des Landes Rheinland-Pfalz.
Weinbau wird urkundlich erstmals 1445 mit einem Weingarten am Taubenhaus des Grafen Philipp des Älteren von Katzenelnbogen unter der Burg erwähnt.
Die Einwohnerschaft entwickelte sich im 19. und 20. Jahrhundert wie folgt: 1843: 190 Einwohner, 1927: 411 Einwohner, 1964: 389 Einwohner.

## Religion
Laurenburg ist der römisch-katholischen Gemeinde St. Bonifatius in Holzappel zugeordnet und gehört mit ihr zum Pastoralen Raum Diez, welcher selbst wiederum dem Bezirk Limburg im Bistum Limburg eingegliedert ist.
Auf evangelischer Seite ist der Ort der Kirchengemeinde Holzappel im Dekanat Nassauer Land in der Propstei Rheinhessen und Nassauer Land der Evangelischen Kirche in Hessen und Nassau (EKHN) zugehörig.

## Politik

### Gemeinderat
Der Gemeinderat in Laurenburg besteht aus sechs Ratsmitgliedern, die bei der Kommunalwahl am 9. Juni 2024 in einer Mehrheitswahl gewählt wurden, und dem ehrenamtlichen Ortsbürgermeister als Vorsitzendem. Vor der Wahl 2024 hatte der Rat acht Ratsmitglieder, die Verringerung auf sechs ergab sich gemäß dem rheinland-pfälzischen Kommunalwahlrecht aufgrund einer geringeren Einwohnerzahl.

### Bürgermeister
Ortsbürgermeister von Laurenburg ist Ralf Würges. Bei der Direktwahl am 26. Mai 2019 wurde er mit einem Stimmenanteil von 70,44 % gewählt und damit Nachfolger von Ulrich Kuhmann, der nicht erneut angetreten war. Bei der Direktwahl am 9. Juni 2024 wurde Würges als einziger Bewerber mit 75,2 % für weitere fünf Jahre wiedergewählt.

### Wappen
| Wappen von Laurenburg | Blasonierung: „In Gold schräggekreuzt ein schwarzer Hammer und Schlägel mit roten Stielen, mit schwarzer Grubenlampe belegt.“ |
| Wappen von Laurenburg | Wappenbegründung: Die Gemeindesiegel seit 1816 zeigen einen Bergmann mit dem Grubenlicht in der Rechten und dem Hammer in der Linken. Der Wappenvorschlag entnimmt dem Siegel die Attribute des Bergbaus und ergänzt sie durch den zugehörigen Schlägel. So weist er wie das Siegelbild auf den bei Laurenburg betriebenen Bergbau hin. Der Ort verdankt seinen Ursprung und Namen der alten Burg des 11. Jahrhunderts, die den nassauischen Grafen als Stammsitz diente, bevor sie um 1100 die Burg Nassau erbauten. Seit 1643 gehörte er zur Grafschaft Holzappel. Gerichtlich an Holzappel verwiesen, hat er vor dem 19. Jahrhundert kein eigenes Siegel geführt. |

## Verkehr

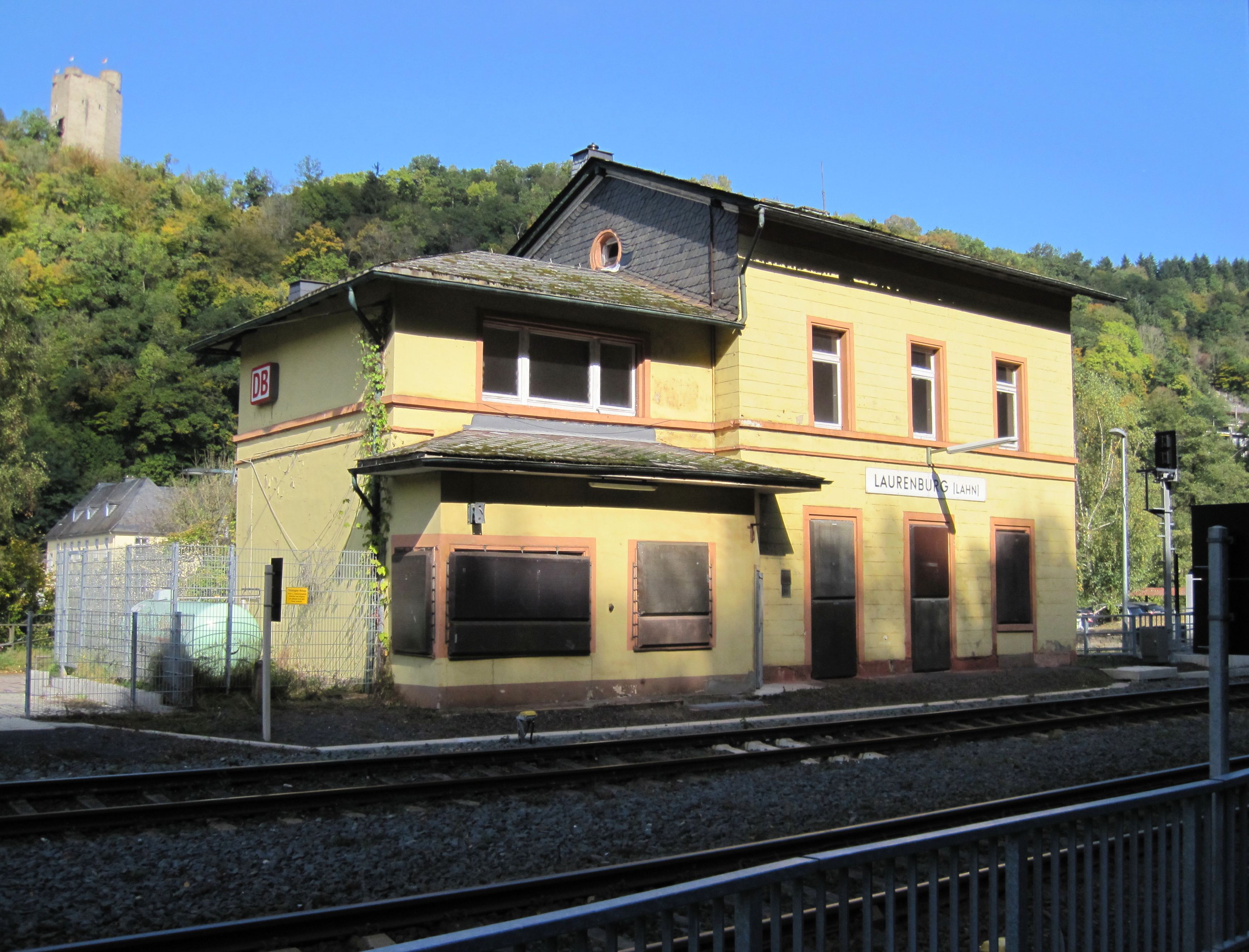
Bahnhof Laurenburg, eröffnet 1862. Architekt:Heinrich Velde

Laurenburg verfügt über einen Bahnhof an der Lahntalbahn, wo die Züge der Linie RB 23 (Lahn-Eifel-Bahn) täglich nach dem Rheinland-Pfalz-Takt im Stundentakt verkehren. Aufgrund der Lage von Laurenburg im Rhein-Lahn-Kreis gilt der Tarif des Verkehrsverbundes Rhein-Mosel (VRM). Der 1862 erbaute Bahnhof liegt auf der gegenüberliegenden Lahnseite im Gemeindegebiet der Gemeinde Gutenacker und gehört dort zu den Kulturdenkmälern.